# Vágner Rogério Nunes
Vágner Rogério Nunes, detto Vágner (Bauru, 19 marzo 1973), è un ex calciatore brasiliano, di ruolo centrocampista.

## Caratteristiche tecniche
Giocava come centrocampista offensivo: destro naturale, dotato di una buona tecnica, era abile nel fornire assist ai compagni e anche nel marcare gli avversari. Grazie alla sua versatilità poteva ricoprire più ruoli; per esempio, giocò talvolta come difensore laterale.

## Carriera

### Club
Figlio di Zé Rubens, ex giocatore del Noroeste negli anni settanta, iniziò a giocare a calcio nel settore giovanile dell'Arapongas. Lasciò poi lo Stato del Paraná per passare al Paulista, squadra di San Paolo. Disputò 4 stagioni nel Campionato Paulista con il club, prima di trasferirsi all'União São João, con cui esordì in massima serie nazionale nel corso del campionato di calcio brasiliano 1993. Alla sua prima stagione nel Brasileirão ottenne 13 presenze; alla seconda giocò 21 partite, con 3 reti.
Nel 1995 fu ceduto al Santos, dove indossò la maglia numero 7: con la squadra guidata da Cabralzinho contribuì al secondo posto in campionato. Venne richiesto dall'allenatore Zdeněk Zeman per il centrocampo della Roma, che lo ingaggiò nella stagione 1997-1998 per 8 miliardi di lire. Dopo sole 11 presenze nell'estate successiva viene ceduto in prestito al Vasco de Gama, con cui esordì il 12 aprile 1998 contro il Madureira, nel Campionato Carioca.
Disputò anche 12 gare nel campionato nazionale con il Vasco, con cui vinse la Coppa Libertadores 1998, prima di essere mandato nuovamente in prestito dalla Roma al San Paolo. Venne poi ceduto a titolo definitivo al club spagnolo del Celta Vigo: con la formazione celeste giocò 4 stagioni, e in tre di queste giocò in Coppa UEFA (8 presenze nel primo anno, 3 nel secondo e 2 nel terzo) e, nell'annata 2003-2004, partecipò alla Champions League (5 presenze e 1 gol); in ambito nazionale fu sempre impiegato con continuità; nel 2005 tornò in Brasile, all'Atlético Mineiro (gennaio-marzo 2005), prima di ritirarsi per via di un'artrosi curata in modo scorretto.

### Nazionale
Ha collezionato 2 presenze con la maglia della Nazionale brasiliana, entrambe nel maggio 2001 in Giappone: la prima, non ufficiale, in amichevole contro il Tokyo Verdy, e la seconda nella Confederations Cup contro il Camerun.

## Statistiche

### Cronologia presenze e reti in Nazionale
| Cronologia completa delle presenze e delle reti in nazionale ― Brasile | Cronologia completa delle presenze e delle reti in nazionale ― Brasile | Cronologia completa delle presenze e delle reti in nazionale ― Brasile | Cronologia completa delle presenze e delle reti in nazionale ― Brasile | Cronologia completa delle presenze e delle reti in nazionale ― Brasile | Cronologia completa delle presenze e delle reti in nazionale ― Brasile | Cronologia completa delle presenze e delle reti in nazionale ― Brasile | Cronologia completa delle presenze e delle reti in nazionale ― Brasile |
| Data                                                                   | Città                                                                  | In casa                                                                | Risultato                                                              | Ospiti                                                                 | Competizione                                                           | Reti                                                                   | Note                                                                   |
| ---------------------------------------------------------------------- | ---------------------------------------------------------------------- | ---------------------------------------------------------------------- | ---------------------------------------------------------------------- | ---------------------------------------------------------------------- | ---------------------------------------------------------------------- | ---------------------------------------------------------------------- | ---------------------------------------------------------------------- |
| 31-5-2001                                                              | Kashima                                                                | Brasile                                                                | 2 – 0                                                                  | Camerun                                                                | Conf. Cup 2001                                                         | -                                                                      | 46’                                                                    |
| Totale                                                                 |                                                                        | Presenze                                                               | 1                                                                      |                                                                        | Reti                                                                   | 0                                                                      |                                                                        |

## Palmarès

### Club

#### Competizioni nazionali
- Torneo Rio-San Paolo: 2

Santos: 1997
Vasco da Gama: 1999
- Campionato Carioca: 1

Vasco da Gama: 1999
- Campeonato Paulista: 1

San Paolo: 2000

#### Competizioni internazionali
- Coppa Libertadores: 1

Vasco da Gama: 1998